# برینگلی، نیو ساوت ولز
برینگلی (به انگلیسی: Bringelly) یک حومه شهر در استرالیا است که در نیو ساوت ولز واقع شده‌است.